# Dobrotești (Teleorman)
Dobroteşti é uma comuna romena localizada no distrito de Teleorman, na região de Muntênia. A comuna possui uma área de 106.43 km² e sua população era de 4906 habitantes segundo o censo de 2007.